# Szürkefejű ásólúd
A szürkefejű ásólúd (Tadorna cana) a lúdalakúak (Anseriformes) rendjébe, ezen belül a récefélék (Anatidae) családjába tartozó faj.

## Előfordulása
Afrikában, Botswana, Lesotho, Namíbia, a Dél-afrikai Köztársaság és  Zimbabwe területén fordul elő.
Sekély, édes és brakk-vizes tavakon él.

## Megjelenése
Közepes nagyságú, rövid nyakú és rövid lábú réceféle, igen hosszú testével besüllyed a vízbe. Teljes hossza 61-66 centiméter, testtömege 1200-1500 gramm. A feje, mint neve is mutatja szürke, arca fehéres. Begye világosbarna, farka fekete, a teste többi része vörös.
Repüléskor feltűnő a szárnyán lévő széles, fehér mező.

## Életmódja
Növényi táplálékát lebukva vagy fejét a vízbe merítve szerzi, de a szárazon is legel. A kisállatokat, pl. rovarlárvákat az iszapból szűri ki.
|  |  |

## Szaporodása
Ivarérettségét kétéves korában éri el.
Egy-egy pár elég nagy territóriumot foglal magának, melyet agresszíven védelmeznek más réceféléktől.
Fészke a felszín alatt, emlősök elhagyott üregeiben, a bejárattól legfeljebb néhány méterre van. Előszeretettel keresi fel a földimalac elhagyott üregeit fészkelés céljából. A fészekalj 10-15 tojásból  áll, többnyire a száraz évszakban rakja le, és csak a tojó kotlik nagyjából 30 napig. Kikelés után a szülők közösen a vízhez vezetik fiókáikat. A családi kapcsolat kb. 5 hétig igen szoros, utána több családból álló csoportok alakulnak, amíg a fiókák nagyjából 8 hetesen önállóak nem lesznek. A nem kotló csapatok nomád életet élnek.